# هارالد غروس
هارالد غروس (بالألمانية: Harald Grosse) (و. 1944 – م) هو فيزيائي، وأستاذ جامعي من النمسا .

## التعليم
تعلم في جامعة فيينا

## مناصب وهيئات
أدار جامعة فيينا.